# FIZIstyle
FIZIstyle, vlastním jménem Filip Zima (* 5. května 2000), je český youtuber a tiktoker, podle serveru Forbes v letech 2022 a 2023 nejvýdělečnější youtuber v České republice.

## Život a kariéra
Narodil se v květnu 2000, se svou přítelkyní Anetou žije v Písku.

### Působení na sociálních sítích
Kanál na platformě YouTube založil v lednu 2015. Zpočátku na něj zveřejňoval vlogy, sketche nebo technologická videa. Obsah na kanále postupně měnil a v roce 2018 se začal zaměřovat na videa s kontroverznější tematikou jako např. tzv. pranky, challenge nebo sociální experimenty. Za výhru v některých výzvách v jeho videích uděluje finanční odměny v řádech desítek tisíc korun. V roce 2019 dosáhl jeho kanál FIZIstyle hranice 100 tisíc odběratelů. V roce 2023 pak překročil hranici jednoho milionu odběratelů.
Ve svých videích obvykle účinkuje se svými kamarády, kteří si společně říkají FIZIcrew. Objevili se v nich opakovaně také další influenceři nebo Fiziho fanoušci. V jeho videích je typická hlasitá, rychlá a ztřeštěná mluva, kterou cílí na dětské publikum. Inspirací jsou pro něj v jeho tvorbě převážně zahraniční tvůrci. V minulosti natáčel například videa, ve kterých se koupe v lepidle, konzumuje velké množství pokrmů z fast foodů, hází věci z balkonu nebo se svými kamarády padá do bazénu se slizem. V prosinci 2021 zveřejnil video s tematikou virálního seriálu Hra na oliheň. V prosinci 2022 v jednom ze svých videí zapálil elektroniku za několik desítek tisíc korun. V roce 2024 mělo asi 200 jeho videí na platformě YouTube více než milion zhlédnutí, což je téměř polovina všech jím publikovaných videí. Celkově měla jeho videa na platformě k témuž roku 700 milionů zhlédnutí. Na sociální síti s krátkými videi TikTok měl k roku 2024 přes půl milionu sledujících.
Natočil také několik virálních písní. V prosinci 2020 zveřejnil píseň s titulem PLANETA ZOMBIE, která má k roku 2024 téměř 14 milionů zhlédnutí. V lednu 2022 na ní navázal písní VESMÍRNÉ UFO a v listopadu 2022 písní VÁNOČNÍ MISE. V srpnu 2021 založil také YouTube kanál FIZIplay, na kterém zveřejňuje videa z videoher. V červenci 2022 založil kanál, na kterém zveřejnil několik svých videí také ve španělštině.
V roce 2022 jej magazín Forbes zařadil na první místo v seznamu nejvýdělečnějších youtuberů v zemi. První v žebříčku byl poté také v roce 2023. Hlavním zdrojem jeho příjmů je jeho e-shop, na kterém prodává tematický merchandise.
V roce 2023 si měl nechat postavit vlastní produkční studio za asi 10 milionů korun. V témže roce oznámil vznik svého vlastního nápoje zvaného FIZI drink.